# Шигеру Ишиба
Шигеру Ишиба (на японски: 石破茂) е японски политик, министър-председател на Япония от 1 октомври 2024 г. и председател на Либерално-демократическата партия от 1 октомври 2024 г. Бивш министър на отбраната от 26 септември 2007 до 2 август 2008 г.

## Биография
Шигеру Ишиба е роден в Токио на 4 февруари 1957 г. в семейство на потомствени политици. Баща му Ишиба Джироу е бивш губернатор на префектура Тотори и бивш министър на вътрешните работи.
Семейството му се премества в префектура Тотори през 1958 г., когато баща му е назначен за губернатор на префектуратата. Израства в град Кория (днес град Ягами), където завършва средното си образование. В резултат на това Ишиба няма спомени от детството си в Токио.
Той продължава своето образование в частна мъжка гимназия „Кейо“.
През 1979 г. завършва Юридическия факултет на Университета „Кейо“.
След завършването си времено работи в Mitsui Bank (сега Sumitomo Mitsui Banking Corporation) до смърта на баща му, който почива през септември 1981 г. След тежката загуба на баща си, с Ишиба се свързва бившият министър-председател Какуей Танака, който е близък приятел със семейството и му препоръчва да „следва стъпките на баща си“, което води до решението му да навлезе в политиката.